# Хамдан ибн Рашид Аль Мактум
Хамдан ибн Рашид Аль Мактум (араб. حمدان بن راشد آل مكتوم‎; 25 декабря 1945, Дубай — 24 марта 2021) — член династии Аль Мактум, министр финансов ОАЭ с 1971 по 2021 гг.

## Биография
Шейх Хамдан ибн Рашид Аль Мактум — второй по старшинству сын эмира Дубая, шейха Рашида ибн Саида Аль Мактума. Родился в аристократическом квартале города Дубай, Шиндагхе. Он — старший брат нынешнего правителя Дубая, премьер-министра и вице-президента ОАЭ Мохаммеда ибн Рашида Аль Мактума.
Выпускник Кембриджского университета.
С 1971 по 1973 гг. был заместителем премьер-министра, с 1971 по 2021 гг. был министром финансов страны, помимо этого заместителем эмира Дубая с 2006 по 2021 гг.
Шейх Хамдан являлся учредителем ежегодной международной премии в области медицины Sheikh Hamdan Bin Rashid Al Maktoum Award for Medical Sciences. Среди личных увлечений его следует назвать конный спорт, в особенности дистанционные пробеги.
Умер 24 марта 2021 года в возрасте 75 лет.